# تاريخ اليهود في السويد

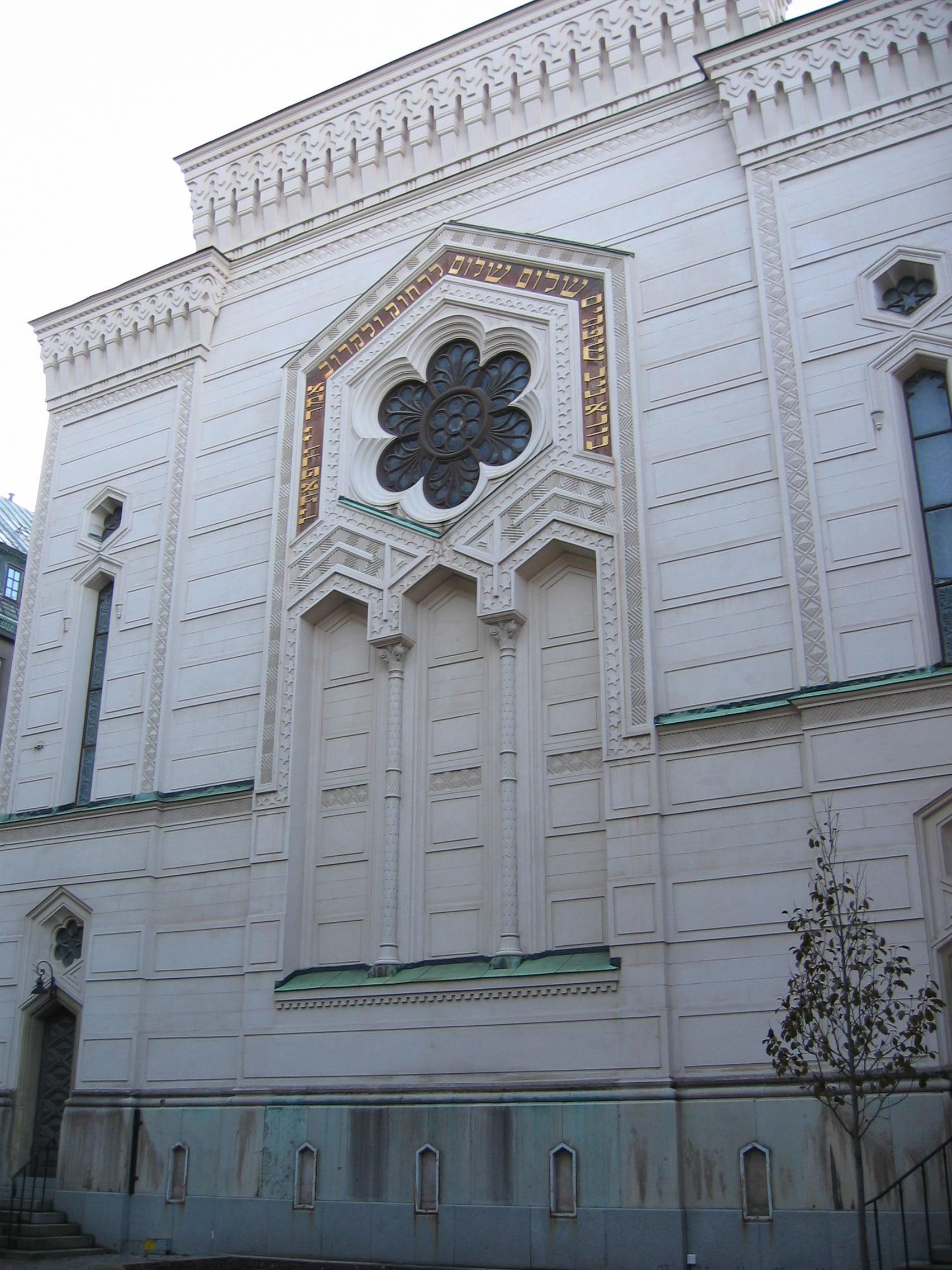

يمكن تتبع تاريخ اليهود في السويد من القرن السابع عشر، حين تأكد وجودهم في سجلات التعميد الخاصة بكاتدرائية ستوكهولم. عُمدت عدة عائلات يهودية وفقًا للكنيسة اللوثرية، وهو شرط للسماح لهم بالاستقرار في السويد. مثلًا، في عام 1681، عُمد 28 فرد من عائلتي إسرائيل ماندل وموسى جايكوب في الكنيسة الألمانية في ستوكهولم بحضور ملك السويد كارل الحادي عشر، والملكة الأرملة هيدويغ إليونورا من هولشتاين-غوتورب، وعدة مسؤولين آخرين رفيعي المستوى من الدولة.
أمضى الملك كارل الثاني عشر (1697 – 1718) خمس سنوات مع معسكرٍ للجيش في البلدة التركية بيندر وراكم هناك كمَّا كبيرًا من الديون من أجل حاشيته. تبعه الدائنون اليهود والمسلمون إلى السويد، وعُدل القانون السويدي حتى يتمكنوا من إقامة الشعائر الدينية وختان أولادهم الذكور.

## البدايات
في عام 1680 قدم يهود ستوكهولم التماسًا إلى الملك بأن يُسمح لهم بالعيش هناك دون ترك عقيدتهم، لكن رُفض الطلب لأن المجلس الكنسيّ المحلي رفض إقراره. في 3 ديسمبر عام 1685، أمر كارل الحادي عشر، الحاكم العام للعاصمة بالتأكد من أنه لم يُسمح لأي يهودي بالاستقرار في ستوكهولم، أو في أي جزء آخر من البلاد، «نظرًا للخطر المتمثل بالتأثير المحتمل للدين اليهودي على الإيمان الإنجيلي النقي». في حال وُجد يهود في أي مجتمع سويدي، فإنه يجري إنذارهم بالرحيل خلال أربعة عشر يومًا.

## السماح بالاستقرار
تحت رعاية البلاط، كان التجار اليهود يُعيَّنون في بعض الأحيان مُموّنين ملكيين. عادةً، كان يُرافق الملك تشارلز الثاني عشر يهوديّ ثري واحد أو أكثر في الميدان كصراف رواتب لجيشه في الخارج. في عام 1718، حصل اليهود على الإذن بالاستقرار في المملكة دون الحاجة إلى الارتداد عن دينهم.
أمضى تشارلز الثاني عشر خمس سنوات في مدينة بيندر، في بيسارابيا - كانت في ذلك الوقت جزءًا من الإمبراطورية العثمانية - مع جيشه وتكبد ديونًا هائلة من التجار اليهود والمسلمين، الذين زودوا الجيش بالمعدات والمؤن. بعودته، جاء العديد من الدائنين اليهود والمسلمين إلى السويد وعُدل القانون السويدي للسماح لهم بإقامة الشعائر الدينية وختان أبناءهم.
بعد وفاة تشارلز الثاني عشر عام 1718، كانت الحكومة السويدية مُثقلة بالأعباء المالية وغالبًا ما كانت العائلة المالكة مرتاحة من الصعوبات المالية بواسطة التجار اليهود في ستوكهولم الذين أصروا، في المقابل، على الحصول على حقوق مدنية إضافية لأنفسهم ولأبناء دينهم. كنتيجة جُدد امتياز عام 1718 واستُكمل من قِبل المراسيم الملكية لأعوام 1727 و1746 و1748، لكن قُيّد الإذن بالاستقرار في مدن أصغر ومناطق ريفية. كان أحد أكثر اليهود شهرة في السويد في ذلك الوقت لوفيزا أوغوستي التي ارتدت عن دينها اليهودي، وأصبحت واحدة من أشهر المغنيين على خشبة المسارح في ستوكهولم.
في عام 1782 أُصدر قانون – تحديدًا بفضل جهود الليبرالي البارز أندرس كيدنيوس –  قُيّد اليهود من خلاله بالإقامة في إحدى المدن الثلاث: ستوكهولم، غوتنبرغ، نورشوبينغ. أُضيف إليهم بلدة كارلسكرونا، إذ أسس يهودي هناك معملًا لتصنيع الأزياء البحرية المدنية والعسكرية. لم يكن مسموحًا لهم بالتجارة في الأسواق في أي مكان أو حيازة الممتلكات. كان لا يحق لهم العمل في المناصب الحكومية والترشيح إلى البرلمان. كان محظورًا عليهم تحويل اللوثريين إلى الدين اليهودي.

## مقيدين بثلاث مدن
كانت الحكومة راغبة بجذب اليهود الأثرياء إلى البلاد، لكنها كانت حريصة أيضًا على منع دخول بائعي الحلي المتنقلين من منزل إلى منزل لبيعها، دخل بعض منهم في السنوات السابقة إلى السويد من ألمانيا. كان مطلوبًا من أي يهودي أجنبي يستقر في السويد أن يُبلغ عن وجوده، خلال ثمانية أيام من وصوله، إلى السلطات المحلية، وأن يُقدم جواز سفره وهويته الشخصية، إضافة إلى تصريح عن سبب مجيئه إلى البلاد. أُصدرت هذه الوثائق (جواز السفر، الهوية الشخصية) من قِبل شيوخ الجماعة التي انتمى إليها المهاجرون في بلدهم الأصل، وكان يجب التحقق منها من قِبل السلطات المحلية الخاصة بالمكان الذي استقر فيه المهاجر آخر مرة. إن لم تُقبل الوثائق، فإن للسلطات الحرية بطرد حاملها؛ لكن في حال قبولها، كان المهاجر يُوجَّه إلى ستوكهولم أو غوتنبرغ أو نورشوبينغ. كان يُطلب من اليهود المقيمين في البلاد قبل إصدار هذا القانون إحضار هوياتهم الشخصية إلى السلطات المختصة، مع تصريح يُبين المدينة التي يرغبون بالاستقرار والعمل فيها. ذكر القانون المهن المختلفة التي سُمح لليهود بالعمل فيها، ونص أيضًا على أنهم يجب أن يضعوا أبناءهم كمتدربين تحت يد التجار السويديين في واحدة من المدن الثلاث المذكورة أعلاه. في سبيل منع اكتظاظ الميدان التجاري، نص القانون أنه لا يُسمح لأي يهودي أجنبي المولد البدء بعمل تجاري ما إلا إذا امتلك على الأقل 2,000 ريكسدالر سويدي نقدًا أو سندات قابلة للتداول؛ كان على اليهودي الذي يولد في البلاد [السويد] أن يمتلك 1,000 ريكسدالر فقط. كان الحاخامات مستثنون، ووفقًا للقوانين السابقة، كان اليهود الفقراء يُرحّلون من البلاد. 
بالنسبة إلى تجارة التجزئة، مُنع على اليهود بيع المواد الغذائية والمشروبات الكحولية والعقاقير، وسُمح لهم ببيع موادهم الخاصة من الطعام والنبيذ ولحم الكوشر (أي اللحم الحلال) والمصة وإلخ، وبين بعضهم فقط. وأكثر من ذلك، لم يكن يُسمح لبائع التجزئة اليهودي بعرض بضائعه في الأسواق خارج المدينة التي يستقر فيها (أُعطي الإذن فقط للإقامة في ستوكهولم وغوتنبرغ وكارلسكرونا ونورشوبينغ) وكان مُجبرًا على القيام بعمله في محلات مفتوحة وكان ممنوعًا عليه البيع مُتنقلًا من منزل إلى منزل أو في الشوارع.
سُمح لليهود بتأسيس معابد يهودية في المدن الثلاث المذكورة أعلاه، وبالإبقاء على الحاخامات وعلى شخصيات كنسية أخرى. كان التزاوج بين اليهود والمسيحيين ممنوعًا. كان يجب دفع ضريبة بقيمة ستة ريكسدالار سويدي عن كل زواج يهودي يُعقد إلى دار أيتام الحرس الملكي، كان الغرض من هذا الشرط اعتبار هذه الضريبة تعويضًا للجيش على إعفاء اليهود من الخدمة العسكرية. في سبيل حماية مصالح نسل اليهود المهاجرين، أمرت الدولة، في حال وفاة يهودي، أن يقوم شيوخ الجماعة بجرد أملاكه وتقديم بيان عنها، إما إلى محاكم شؤون الأيتام أو إلى السلطات المحلية. على أي حال، كان لليهود الحق بتعيين أوصياء على القاصرين؛ وتملك المحكمة الحاخامية الصلاحية في حالات التوريث. في الدعاوي بين اليهود والمسيحيين وحين لا يمكن إثبات الحقائق إلا عن طريق القسَم، يمكن أن يُطلب من اليهود إجراء القسم اليهودي التقليدي في الكنيس في حضور القاضي. يُصبح اليهودي الذي يدان بشهادة زور عرضة للطرد من البلاد.
تضمن مرسوم عام 1782 بندًا منفصلًا يشير إلى «اليهود الأثرياء تحديدًا، أو ممن يتقنون مهن معينة مجهولة تقريبًا أو كليًا في البلاد». يمكن أن يقدم مثل هكذا أشخاص، من خلال وزارة التجارة، التماسًا إلى الملك من أجل امتيازات وتسهيلات غير تلك التي حصلوا عليها من القانون العام. مُنح جايكوب ماركوس في نورشوبينغ هكذا امتيازات وبنى أول معبد يهودي في المدينة، الذي افتُتح عام 1796.